# Монтенегро, Карлос
Карлос Монтенегро (исп. Carlos Montenegro, 27 февраля 1900, Галисия — 5 апреля 1981, Майами) — кубинский писатель.

## Биография
Родился в Испании, в 1907 году вместе с семьей приехал на Кубу. С 14 лет самостоятельно зарабатывал на жизнь. В 1919 году по обвинению в убийстве был приговорен к 14 годам тюремного заключения. После публикации его новеллы Росток (1929), завоевавшей премию, а также петиций испанских и латиномериканских интеллектуалов в его защиту был досрочно освобожден (1931). Вступил в коммунистическую партию, участвовал в гражданской войне в Испании на стороне республиканцев. В 1944 году выступил с критикой коррупции в компартии, вышел из её рядов. В 1959 году эмигрировал, жил в Коста-Рике, затем в США в Майами.

## Творчество
Опыт тюремного заключения лег в основу романа Мужчины без женщины (1937), проникнутого гомосексуальными мотивами. При Фиделе Кастро фигура и творчество Монтенегро долгое время находились под запретом, его книги издавались в Мексике и Испании, роман «Мужчины без женщины» многократно перепечатывался, был переведен на французский и английский языки.
К роману Монтенегро привлек внимание Гильермо Кабрера Инфанте.

## Издания
- Hombres sin mujer y otras narraciones. La Habana: Ed. Letras Cubanas, 2001